# 謎の羊皮紙
『謎の羊皮紙』（なぞのようひし、原題：英: The Terrible Parchment）は、アメリカ合衆国のホラー小説家マンリー・ウェイド・ウェルマンが1937年に発表した短編ホラー小説。『ウィアード・テイルズ』1937年8月号に掲載された。
同年3月に没したハワード・フィリップス・ラヴクラフトに捧げられた短編。作品中で、フィクションの産物とされているネクロノミコンを、具現化させてしまう。虚実が入り混じる、メタフィクション的な作品となっている。

## あらすじ
ある日、「ぼく」のもとに、家内のグウェンが『ウィアード・テイルズ』を持ってくる。アパートの玄関先で、妙な爺さんから手渡されたという。元々その雑誌を定期購読していたぼくは、最新号の見本刷りかと思いながら雑誌を広げると、一枚の紙が抜け落ちる。それは長方形の黄褐色をした柔軟な古い羊皮紙で、鱗のようにざらつき、冷たくねっとりとした感触がある。羊皮紙には、アラビア語のような手書き文字が記されており、また上端にはギリシア語で「NEKPONOMIKON」と書いてある。そして末尾には、真新しいインクとラテン語で「呪文をとなえ、われに再び生命をあたえよ」と記されている。『ネクロノミコン』はラヴクラフトが作中でたびたび言及する架空の書物であり、ぼくは雑誌の付録かと考える。
10分ほど目を離すと、羊皮紙が床に落ちている。最後の文章を見ると、新しいインクで「多くの心と願いがクトゥルー崇拝に実体をあたえる」「呪文をとなえ、われに再び生命をあたえよ」という英文が記されていた。
やがて、羊皮紙は生物のように床を這い進んで来たため、ぼくはグウェンのパラソルで羊皮紙を床に打ち付ける。アラビア語の文章は英語に変化しており、冒涜的な文意を浮かび上がらせているのを目にしたぼくは、グウェンに文章を読むなと警告する。
羊皮紙がパラソルから逃れてぼくの脚に張り付いて上り始めたため、ぼくは羊皮紙を剥がしとって金属製のくずかごに押し込み、パラソルで押さえたまま、ライターで火をつける。ところが、羊皮紙は炎に包まれて奇怪な音を立てるだけで、なかなか燃え上がらなかった。その後、羊皮紙はグウェンの連絡を受けて駆け付けたオニール神父が聖水をかけられたことにより、灰と化して消え去る。

## 収録
- 青心社『ウィアード3』大瀧啓裕訳